# Myrtle Beach
Pour l’article homonyme, voir North Myrtle Beach.
Myrtle Beach (en anglais [ˈmɜrtəlˈbiːtʃ] , « plage de la myrte » en français) est une ville balnéaire de l’État de Caroline du Sud, aux États-Unis. Elle borde l'océan Atlantique.
Plus de 10 millions de personnes s’y rendent chaque année. Elle fait partie du Grand Strand. Petite ville d'une population d'environ 22 000 habitants, Myrtle Beach peut accueillir plus de 100 000 personnes dans ses nombreux hôtels lors de la période estivale.

## Économie
Ouvert en 2004, le Coastal Grand Mall est un centre commercial important de Myrtle Beach.

## Démographie
| 1940  | 1950  | 1960  | 1970  | 1980   | 1990   |
| ----- | ----- | ----- | ----- | ------ | ------ |
| 1 597 | 3 345 | 7 834 | 8 536 | 18 446 | 24 848 |

| 2000   | 2010   | - | - | - | - |
| ------ | ------ | - | - | - | - |
| 22 759 | 27 109 | - | - | - | - |

## Personnalités nées à Myrtle Beach
- Hunter Renfrow, joueur de football américain des Raiders de Las Vegas.